# Lliures com el vent
Lliures com el vent (títol original en alemany: Ostwind) és una pel·lícula d'aventures alemanya del 2013, dirigida per Katja von Garnier. És la primera pel·lícula d'una sèrie cinematogràfica sobre un cavall que va ser encarnada per tres exemplars diferents. S'ha doblat al valencià per a À Punt.

## Repartiment
- Hanna Binke: Mika
- Marvin Linke: Sam
- Cornelia Froboess: Maria Kaltenbach
- Tilo Prückner: Herr Kaan
- Nina Kronjäger: Elisabeth Schwarz
- Jürgen Vogel: Philipp Schwarz
- Marla Menn: Michelle
- Henriette Morawe: Tinka
- Amber Bongard: Fanny
- Detlev Buck: veterinari Dr. Anders
- Peter Meinhardt: entrenador nacional Hessen
- Martin Butzke: professor
- Simone Henn: paramèdica
- Neda Rahmanian: metgessa
- Florentine Morawe: noia del cavall 1
- Paula Heinemann: noia del cavall 2
- Charline Grassnickeel: noia del cavall 3
- Tim Dietrich: nen del cavall
- Sina Müller: nena al campament
- James: Ostwind
- Atila: Ostwind (salvatge)